# アジア都市環境学会
特定非営利活動法人アジア都市環境学会（あじあとしかんきょうがっかい、英文名称：Asia Institute of Urban Environment）は、アジアの都市環境に関する情報の交換と、この分野の学問・技術の進歩発展に寄与することを目的として設立された学術団体である。

## 理事会
- 会長（理事長）
  - 尾島 俊雄　（早稲田大学)

- 副会長（理事）
  - 尹 軍　（中国・吉林建築大学）
  - 洪 元和　（韓国・慶北大学）
  - 吉田 公夫　（日本・J-POWER）

- 海外担当理事
  - 崔 栄秀　（大連）
  - 王 興田　（上海）
  - 王 世燁　（台湾）

- 理事
- 依田 浩敏　（九州・理事）
- 森山 正和　（関西・理事）
- 浜多 弘之　（北陸・理事）
- 須藤 諭　（東北・理事）
- 中嶋 浩三　（会員担当理事)
- 福田 展淳　（理事）
- 高 偉俊　（理事）

- 専務理事	
  - 小林 昌一

- 市川 徹　（監事）

- 事務局長
  - 小林 千加子